# Sainte-Martine (Quebec)

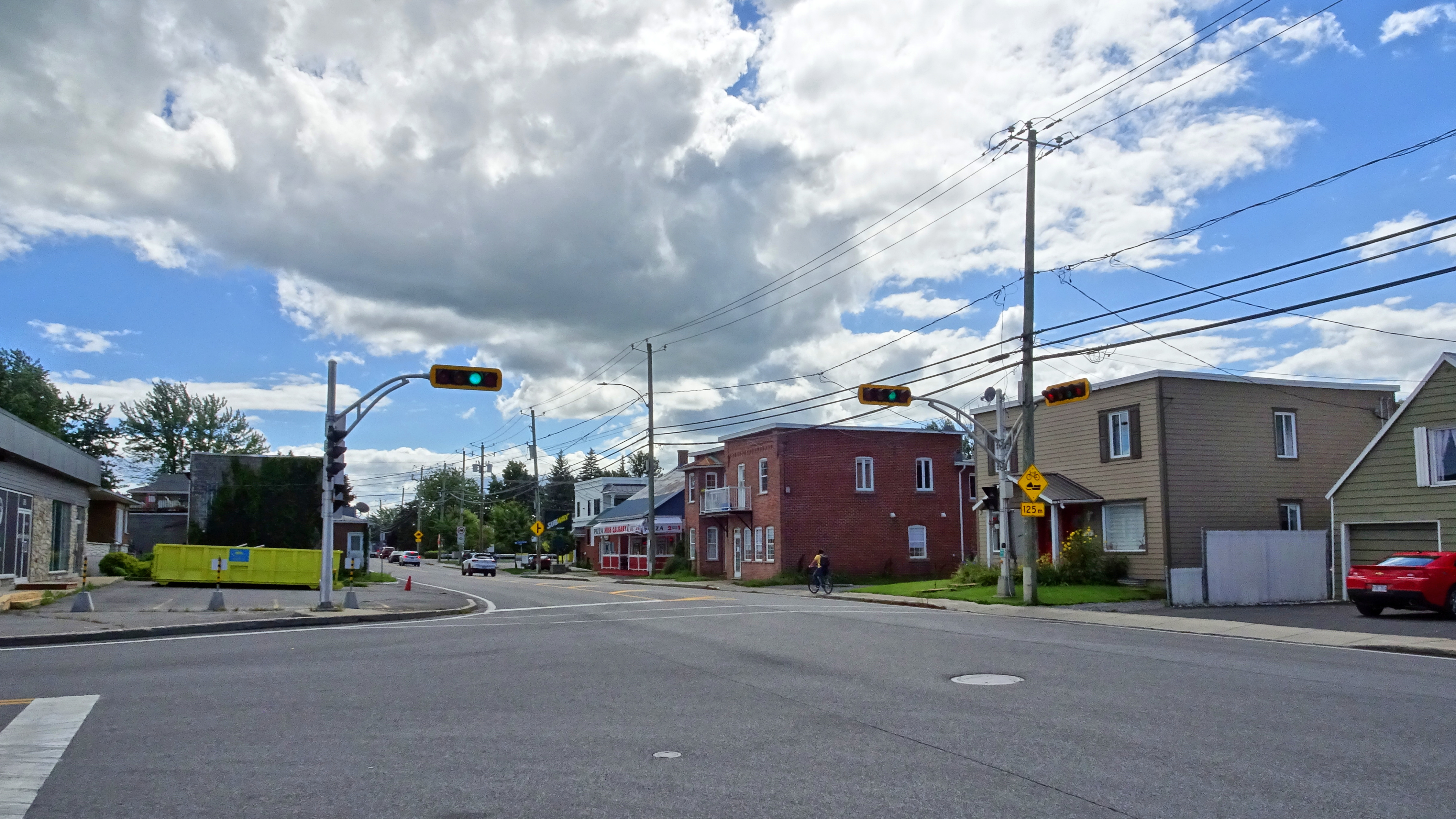
Ste-Martine

Sainte-Martine é uma municipalidade na região de Montérégie no sudoeste de Quebec, situado entre Howick e Mercier, ao longo do rio Chateauguay na Quebec Route 138.
|                                     | Norte: Beauharnois                              |                             |
| Oeste: Saint-Etienne-de-Beauharnois | Sainte-Martine                                  | Leste: Châteauguay, Mercier |
|                                     | Sul: Saint-Urbain-Premier, Très-Saint-Sacrement |                             |